# 左一拳右一拳
左一拳右一拳，又名雙手猜，為其中一種剪刀、石頭、布的變種，但比剪刀、石頭、布更講求策略而不是運氣。

## 玩法
大致與剪刀、石頭、布玩法一樣。
兩個玩家先各自雙手握緊拳頭，然後其中一人或者兩人一起共同念出口令，在說口令時分別做出以下動作：
「左一拳（左手出示自己心中想好的手勢），右一拳（右手出示自己心中想好的手勢），我哋大家收一拳（從雙手中選一收回，若於收拳時將兩拳皆收回者，直接判定輸。）！」
然後以未收回的手決定輸贏。

## 禁忌策略
兩拳一樣。只要對方兩拳不同，對方就可以保證讓我方無法取勝，因為我方無法選擇留下何種拳；若對方採取下述的最佳策略，更可使我方必敗。

## 策略
在對方隨機出拳和收拳的情況下勝率為2/3，和率為5/18，敗率為1/18，排除自己兩拳一樣。最佳收拳方式由自己判斷，本策略以最佳收拳方式為準。

### 情況1
第一拳勝對方第一拳
例：石（對方）
　　包（己方）
最佳對應策略：出相同於對方
情況1‧1：石包
　　　　　包石（收石，勝/和）
情況1‧2：石剪
　　　　　包石（收包，和/勝）
情況1‧3：石石
　　　　　包石（收石，必勝）
結果：4勝2和0敗

### 情況2
第一拳和對方第一拳相同
例：石
　　石
最佳對應策略：出勝於對方
情況2‧1：石包
　　　　　石包（收石，勝/和）
情況2‧2：石剪
　　　　　石包（收包，和/勝）
情況2‧3：石石
　　　　　石包（收石，必勝）
結果：4勝2和0敗

### 情況3
第一拳敗於對方第一拳
例：石
　　剪
最佳對應策略：出勝於對方
情況3‧1：石包
　　　　　剪包（收剪，勝/和）
情況2‧2：石剪
　　　　　剪包（收剪，勝/敗）
情況2‧3：石石
　　　　　剪包（收剪，必勝）
結果：3勝2和1敗